# Kira Kosarin
Kira Kosarin, all'anagrafe Kira Nicole Kosarin (Morristown, 7 ottobre 1997), è un'attrice, cantante, ballerina e modella statunitense, nota per aver interpretato il ruolo di Phoebe Thunderman nella sitcom I Thunderman di Nickelodeon.

## Biografia
Kira Kosarin è nata il 7 ottobre 1997 a Morristown, nello stato del New Jersey degli Stati Uniti d'America, da madre Lauren Kosarin e da padre Danny Kosarin. I suoi genitori erano artisti di Broadway, sua madre come attrice e ballerina e suo padre come direttore musicale, direttore d'orchestra e produttore discografico, così è cresciuta tra recitazione, canti e balli. La sua famiglia è di origine ebraica ashkenazita, con antenati provenienti dall'Europa orientale.

## Carriera
Kira Kosarin ha studiato danza classica presso il Boca Ballet Theatre e ha frequentato la scuola media a Pine Crest School. Dopo aver frequentato un workshop "recitare sulla macchina fotografica", ha iniziato a coltivare la passione per la recitazione televisiva e decise di trasferirsi a Los Angeles, in California nel 2011 per perseguire la carriera in televisione.
Nel 2012 ha fatto la sua prima apparizione sul piccolo schermo nella serie A tutto ritmo (Shake It Up). Dal 2013 al 2018 ha riscosso popolarità dopo aver interpretato il ruolo della protagonista Phoebe Thunderman nella sitcom di Nickelodeon I Thunderman (The Thundermans). Nel 2015 è stata candidata ai Nickelodeon Kids' Choice Awards come Miglior attrice preferita in una serie ma non vinse. Nel 2016 è stata candidata di nuovo sempre come Miglior attrice preferita ma nuovamente non vinse, anche se la serie in cui recita I Thunderman ha vinto il premio come Miglior serie televisiva preferita.
Il suo primo film Una pazza crociera è stato girato in autunno 2014 a Vancouver, Columbia Britannica ed è uscito sul piccolo schermo il 19 giugno 2015. Ha anche un canale YouTube dove carica cover di canzoni.
Il 31 ottobre 2013 ha pubblicato il suo primo singolo intitolato Replay. Il 17 novembre 2016 ha fatto un duetto con Dyllan Murray No Wrong Way, canzone che è a favore dei diritti LGBT. A fine 2017 ha annunciato il suo primo album in studio. Nella primavera 2018 ha pubblicato il primo singolo dell'album intitolato Spy, di cui lei stessa è scrittrice del brano. Nel 2020 ha pubblicato il suo secondo album Songbird contenente cinque singoli: Frist Love Never Last, Something to Look Forward To, Love Your Silently, FaceTime e Songbird.
Nel 2021 ha firmato un contratto discografico con la Republic Records, e l'accordo è stato annunciato nel marzo 2022, con l'uscita del singolo Mood ring. Il 6 maggio ha pubblicato il singolo Parachute (Plan b). Il 10 giugno è uscito il singolo Goodbye & Thank U, mentre il 15 luglio l'EP Something New. Nello stesso anno ha fatto il suo esordio sul grande schermo con il ruolo di Ava nel film Supercool - Strafigo per un giorno (Supercool) diretto da Teppo Airaksinen. Nel 2024 è tornata a ricoprire il ruolo di Phoebe Thunderman nel film dell'omonima serie, intitolato I Thunderman - Il ritorno (The Thundermans Return) e diretto da Trevor Kirschner.

## Filmografia

### Attrice

#### Cinema
- Supercool - Strafigo per un giorno (Supercool), regia di Teppo Airaksinen (2021)
- I Thunderman - Il ritorno (The Thundermans Return), regia di Trevor Kirschner (2024)

#### Televisione
- A tutto ritmo (Shake It Up) – serie TV, episodio 2x21 (2012)
- I Thunderman (The Thundermans) – serie TV, 94 episodi (2013-2018)
- I fantasmi di casa Hathaway (The Haunted Hathaways) – serie TV, episodio 2x10 (2014)
- Astrid Clover – serie TV, 2 episodi (2014-2015)
- Una pazza crociera (One Crazy Cruise), regia di Michael Grossman – film TV (2015)
- Mia sorella è invisibile! (Invisible Sister), regia di Paul Hoen – film TV (2015)
- Nickelodeon's Ultimate Halloween Costume Party, regia di Lauren Quinn – film TV (2015)
- Superstars Super  Christmas (Nickelodeon's Ho Ho Holiday), regia di Jonathan Judge – film TV (2015)
- School of Rock – serie TV, episodio 1x06 (2016)
- Il mitico campo estivo (Nickelodeon's Sizzling Summer Camp Special), regia di Jonathan Judge – film TV (2017)
- Henry Danger – serie TV, episodi 2x16, 2x17 (2016)
- Betch – serie TV, 2 episodi (2017, 2019)
- Love Daily – serie TV, 1 episodio (2018)
- My Dead Ex – serie TV, 1 episodio (2018)
- Knight Squad – serie TV, episodio 1x10 (2018)
- All About The Washingtons – serie TV, 1 episodio (2018)
- Good Trouble –  serie TV, 1 episodio (2019)
- Light as a Feather – serie TV, 12 episodi (2019)

#### Cortometraggi
- Last Day of School, regia di Rondell Sheridan (2011)
- Wiz's World, regia di Rondell Sheridan (2011)
- Scary Girl, regia di Ryan Perez (2011)
- Hollywood Halloween, regia di Rondell Sheridan e Japheth Gordon (2011)
- The Lil' Dictator Part 1 - Randomness, regia di David Goldsmith (2012)
- The Lil' Dictator Part II: Randomness, regia di David Goldsmith (2012)
- Wordplay, regia di Rondell Sheridan (2012)
- Scared Sweet, regia di Japheth Gordon (2012)
- Jingle Hit Factory, regia di Ilana Cohn (2014)
- Back-Up Beep Beep System, regia di Ilana Cohn (2014)
- Jingle Hit Factory: Detention, regia di Ilana Cohn e Ryan Haffey (2015)
- Fearleaders, regia di Ian Pfaff (2015)
- In Da Arcade, regia di Ben Giroux (2018)

### Doppiatrice

#### Televisione
- Lucky – serie animata (2019)
- Benvenuti al Wayne (Welcome to the Wayne) – serie animata (2019)
- The Tiny Chef Show – serie animata (2023)

## Programmi televisivi
- AwesomenessTV – programma televisivo, 4 puntate (2014) – Conduttrice ospite

## Discografia

### Album in studio
- 2019 – Off Brand

### EP
- 2020 – Songbird
- 2022 – Something New (Republic Records)

### Singoli
- 2013 – Replay
- 2014 – Holiday Love
- 2016 – No Wrong Way (feat. Dyllan Murray)
- 2017 – Worst Guy at the Beach (feat. Jack Griffo)
- 2017 – Raincoat (Acoustic - Timeflies, feat. Kira Kosarin)
- 2018 – Spy
- 2019 – Vinyl
- 2019 – Love Me Like You Hate Me
- 2019 – 47 Hours
- 2019 – Take This Outside
- 2020 – First Love Never Lasts
- 2020 – Something To Look Forward To
- 2020 – Loving You Silently
- 2020 – FaceTime
- 2020 – December
- 2022 – Mood ring
- 2022 – Parachute (Plan b)
- 2022 – Goodbye & Thank U
- 2023 – Sunday Best

## Doppiatrici italiane
Nelle versioni in italiano dei suoi film e delle sue serie TV, Kira Kosarin è stata doppiata da:
- Ludovica De Caro[26] in I Thunderman[27], Una pazza crociera[28], Henry Danger[29], School of Rock, I Thunderman - Il ritorno[27]
- Fabiola Bittarello[30] in A tutto ritmo[31]

## Riconoscimenti
- Kids' Choice Awards
  - 2015: Candidata come Attrice televisiva preferita per la serie I Thunderman[32]
  - 2016: Candidata come Star televisiva femminile preferita per la serie I Thunderman[33]
  - 2017: Candidata come Star televisiva femminile preferita per la serie I Thunderman[34]
  - 2018: Candidata come Star televisiva femminile preferita per la serie I Thunderman[35]